# Akaflieg München Mü 2
Die Akaflieg München Mü 2 „Münchner Kindl“ war ein Segelflugzeug der studentischen Fliegergruppe Akaflieg München.

## Geschichte
Zum Rhönwettbewerb auf der Wasserkuppe 1926 konnten die Studenten der Akaflieg München erstmals mit einem eigenen Flieger, der Mü 2 „Münchner Kindl“, antreten. Allerdings schied das Flugzeug wegen technischer Probleme vorzeitig aus. Beim nächsten Rhönwettbewerb im Jahr 1927 waren die Studenten erfolgreicher und konnten den Höhenpreis (2050 Meter) sowie den Preis für die längste Gesamtflugzeit (1:39 Stunden) mit nach Hause nehmen.

## Technische Daten
| Kenngröße       | Daten  |
| --------------- | ------ |
| Besatzung       | 1      |
| Spannweite      | 15 m   |
| Flügelfläche    | 18 m²  |
| Flügelstreckung | 12,6   |
| Leermasse       | 140 kg |
| max. Startmasse | 220 kg |